# Île Whidbey
L'île Whidbey est une île de l'État de Washington dans le Comté d'Island aux États-Unis.

## Géographie
Située dans le Puget Sound à 48 km au nord de Seattle, elle s'étend sur 93 km de longueur pour une largeur de 19 km. Avec une superficie de 437 km2, il s'agit de la 40e plus grande île des États-Unis.

## Histoire
Elle était autrefois habitée, entre autres, par des membres des tribus Lower Skagit, Swinomish, Suquamish et Snohomish.
La première observation européenne connue de l'île est celle de l'expédition espagnole de Manuel Quimper et Gonzalo López de Haro en 1790 sur la Princesa Real. Elle est entièrement explorée en 1792 par George Vancouver. En mai de cette année-là, Joseph Whidbey (en) et Peter Puget, ont commencé à la cartographier. Whidbey en établit la circonférence. En juin 1792, Vancouver nomme l'île en son honneur.
Le premier séjour connu d'un non-Amérindien sur l'île a lieu le 26 mai 1840 par un missionnaire catholique voyageant à travers le Puget Sound. Le lieutenant Charles Wilkes durant l'expédition qui porte son nom (1838-1842) sur l' USS Vincennes débarque au lieu-dit Penn Cove en 1841. Il y trouve le plus grand établissement autochtone du Puget Sound et note qu'une mission catholique y est déjà installée. Il nomme la crique Holmes Harbour, en hommage à son assistant chirurgien, Silas Holmes.
En 1850, le colonel Isaac N. Ebey (en) devient le premier résident blanc permanent de l'île. Il y cultive des pommes de terre et du blé et est aussi le maître de poste de Port Townsend. Il prend alors chaque jour un bateau pour se rendre à son travail. Le 11 août 1857, le colonel Ebey est assassiné et décapité par des Haïdas se rendant à Haida Gwaii en représailles du meurtre d'un chef haïda à Port Gamble.
Depuis 1942, une base aéronavale de l'US Navy, la Naval Air Station Whidbey Island, est en service. Une station de surveillance des activités navales du Sound Surveillance System, un des éléments du système intégré de surveillance sous-marine, y est en activité.
Fort Ebey, au nord-ouest de Coupeville, créé en 1942, a été nommé en hommage au colonel. Admiralty Head Lighthouse est situé sur le terrain du Fort Casey State Park (en). La région autour de Coupeville dite réserve historique nationale d'Ebey's Landing, est protégée par le gouvernement fédéral et porte le nom d'Isaac Ebey.
En 1984, l'île a été le lieu d'une rencontre violente entre un policier et le chef du crime organisé Robert Jay Mathews. Une grande fusillade éclate entre Mathews et les agents du FBI. Mathews est alors tué. Les partisans de Mathews depuis se rassemblent dans l'île pour célébrer l'anniversaire de sa mort.

## Gouvernement
L'île Whidbey, l'île Camano, l'île Ben Ure et six îles inhabitées forment le Comté d'Island. Le siège du comté est à Coupeville.

## Personnalités
- Pete Dexter, écrivain
- Elizabeth George, écrivain
- Jeff Alexander, chef d'orchestre.